# Lothar Steinhauer
Lothar Steinhauer („Tanne“) (* 27. März 1955) ist ein deutscher ehemaliger Fußballspieler.

## Karriere
Der Stürmer spielte viele Jahre für den Remscheider Verein BV 08 Lüttringhausen, unter anderem 1982/83 in der 2. Fußball-Bundesliga, wo er in 32 Spielen 12 Tore erzielte. Der Kopfballspezialist kam 1978 als 23-Jähriger vom RSV Meinerzhagen mit der Empfehlung von 25 Saisontoren zum BVL. Im DFB-Pokal 1979 erzielte er drei Tore gegen Westfalia Herne und sorgte damit für den Einzug in die 3. Runde. Steinhauer war mehrfacher Niederrheinauswahl-Spieler, wurde 1982 Torschützenkönig (27 Tore) der Oberliga Nordrhein und feierte mit dem BV Lüttringhausen die Oberligameisterschaft. Von 1984 bis 1986 spielte er für den Wuppertaler SV in der Oberliga, wo er mit 21 bzw. 13 Saisontoren jeweils bester Schütze der Wuppertaler Mannschaft war.
Auch in seiner späteren Laufbahn blieb Lothar Steinhauer seiner bergischen Heimat treu, als Trainer war er fünf Jahre für den FC Remscheid verantwortlich, bis er im Herbst 2007 entlassen wurde. Zur Saison 2009/10 wurde Lothar Steinhauer Trainer beim Landesligisten SV 09/35 Wermelskirchen, der in die Bezirksliga abstieg und im November 2010 Steinhauer entließ. Seit März 2012 ist er Jugendleiter bei seinem früheren Verein FC Remscheid.